# Bayán Persa
O Bayán Persa (Persa:بیان) é o livro sagrado da Fé Babi e a principal obra de seu fundador, o Báb. Seu título quer dizer, "A Exposição" e foi escrito em persa pelo Báb enquanto era prisioneiro na fortaleza conhecida como Máh-Kú. O Bayan Persa é composto de nove Vahíds (Unidades) com dezenove capítulos cada uma perfazendo um total de oito mil versículos. Tradução completa e não-oficial somente em francês; em português somente pequenos trechos no livro: Seleção dos Escritos do Báb, Editora Bahá'í do Brasil, 1978.
Trata-se de um monumental repositório de leis cujos objetivos principais era:
1. Revogar leis do Islamismo, embora sustentando a missão divina de Maomé. Do mesmo modo que Maomé, antes reconheceu a origem divina de Jesus Cristo, mas abrrogou alguns preceitos do evangelho;

1. Fornecer uma interpretação revolucionária para o significado de certos termos e figuras que ocorreram freqüentemente nos livros sagrados de eras anteriores.

1. Tecer os mais nobres elogios para "Aquele que Deus tornará Manifesto." , preparando assim seus seguidores a reconhecê-lo e recebé-lo quando Ele chegar.